# Saýat
Saýat – miasto we wschodnim Turkmenistanie, w wilajecie lebapskim, siedziba etrapu. W 2022 roku liczyło ok. 21,6 tys. mieszkańców.